# Paramastax rosenbergi
Paramastax rosenbergi är en insektsart som först beskrevs av Burr 1899.  Paramastax rosenbergi ingår i släktet Paramastax och familjen Eumastacidae. Inga underarter finns listade i Catalogue of Life.